# Сербин Костянтин
Сербин Костянтин починав службу, як «товмач, перекладач з турецькой мовы», пізніше курінний отаман.
З 1744 р. він неодноразово супроводжував до Криму російських посланців, і, очевидно, тут проявилися його дипломатичні здібності. Відзначаються його люб'язність та вміння розв'язувати конфлікти. До Коша надходили прохання «назначить толмачём казака Брюховецкого куреня Костю Сербина». В 1754 р. Костянтин Сербин був у складі військової старшини — депутатів Слідчої комісії з розв'язання претензій із кримськими татарами, а в 1757 р. його було обрано отаманом Брюховецького куреня.